# Jonas Carlson
Jonas Carlson (ur. 16 czerwca 1987) – szwedzki snowboardzista. Nie startował na igrzyskach olimpijskich. Jego najlepszym wynikiem na mistrzostwach świata w snowboardzie było 8. miejsce w halfpipe’ie na mistrzostwach w Whistler. Najlepsze wyniki w Pucharze Świata w snowboardzie osiągnął w sezonie 2004/2005, kiedy to zajął 4. miejsce w klasyfikacji Big Air.

## Sukcesy

### Mistrzostwa Świata
| Miejsce | Dzień       | Rok  | Miejscowość | Konkurencja | Zwycięzca   |
| ------- | ----------- | ---- | ----------- | ----------- | ----------- |
| 9.      | 21 stycznia | 2005 | Whistler    | Big Air     | Antti Autti |

### Puchar Świata

#### Miejsca w klasyfikacji generalnej
- 2003/2004 - -
- 2004/2005 - -
- 2005/2006 - 138.
- 2006/2007 - 277.
- 2007/2008 - 202.
- 2008/2009 - 378.

#### Miejsca na podium
1. La Molina – 29 stycznia 2005 (Big Air) - 1. miejsce